# Alyla Browne
Alyla Browne, född 7 april 2010 i Sydney, är en estländsk-australisk skådespelare.
Browne har bland annat medverkat i filmerna Sonic the Hedgehog 3 och Furiosa: A Mad Max Saga. Hon har även medverkat i TV-serien The Lost Flowers of Alice Hart.

## Filmografi (i urval)
- 2023 – The Lost Flowers of Alice Hart (TV-serie)
- 2024 – Sonic the Hedgehog 3
- 2024 – Furiosa: A Mad Max Saga